# Площа Свободи (Тайбей)
25°02′05″ пн. ш. 121°31′19″ сх. д. / 25.034627° пн. ш. 121.521844° сх. д.
Площа Свободи (кит. трад. 自由廣場, спр. 自由广场, піньїнь: Zìyóu Guǎngchǎng, акад. Цзию Гуанчан) — головна площа Тайбея, одна з найбільших площ у світі. Площа, розташована в районі Чжунчжена, займає територію 240 000 квадратних метрів. Назва площі нагадує про важливі історичні події, що відбувалися тут за часів переходу Тайваню від однопартійного правління до сучасної демократії у 1990-х роках.

## Опис

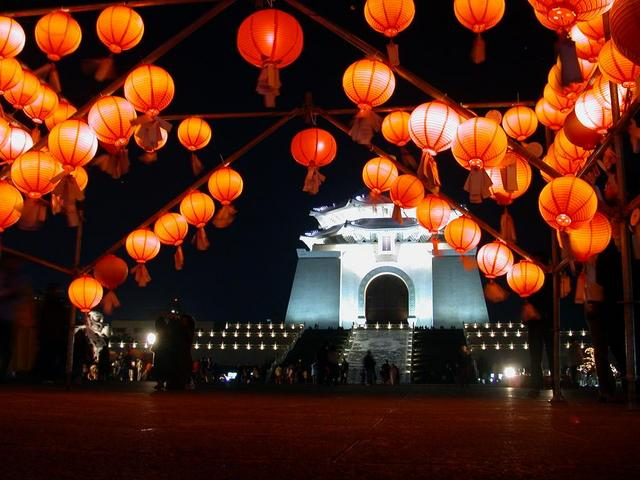
Свято ліхтарів на площі Свободи

Площа Свободи є основним місцем для проведення масових заходів у Тайбеї і є місцем розташування трьох великих визначних пам'яток міста, а також громадських парків. У східній частині площі знаходиться Національний меморіальний зал Чана Кайші. З північного боку розташована Національна концертна зала, а з південного Національний театр. Площу оточує парк, а з західного боку є головна брама. Площа розташована в межах видимості будівлі Президентського палацу.
На площі Свободи відбуваються церемонії зустрічі президентом Тайваню різних іноземних високопосадовців. Протягом усього року на площі збираються натовпи під час проведення фестивалів та концертів. На площі в Тайбеї регулярно проходить свято ліхтарів. Часто, на площі можна зустріти студентів, спортсменів та солдатів, які займаються вправами чи танцями. Щорічно у Національному театрі та Концертній залі проводиться понад 800 заходів, що виходять на площу.
Парки навколо площі радують око доглянутими газонами, деревами та стежками. У ставках плавають барвисті кої, які є традиційними мешканцями штучних водойм в садах Східної Азії. У парках жителі міста регулярно займаються такими видами дозвілля, як го, тхеквондо, тайцзицюань та інші бойові мистецтва. На околицях парків виступають святкові оркестри, почесна варта та гурти з традиційними китайськими танцями.

## Історія
Площа з'явилася у 1970-х роках у той час, коли Тайвань залишався під одноосібним правлінням Гоміньдану. Архітектор Ян Чжочен задумав площу в рамках будівництва меморіалу Чана Кайші, президента Китайської Республіки, який переїхав на Тайвань після повалення режиму Гоміньдану в Китаї під час Громадянської війни. Вперше для громадськості площа відкрилася як Меморіальна площа Чана Кайші після смерті Чана в 1975 році.
Площа стала центром подій у 1980-х і на початку 1990-х років, які привели Тайвань в епоху сучасної демократії. З-поміж багатьох демократичних демонстрацій, що пройшли на площі, найбільш впливовим був студентський рух «Диких лілій» у 1990 році. Рух став поштовхом до далекосяжних політичних реформ президента Лі Денхуея і до перших народних виборів національних лідерів у 1996 році.
Важливість площі в розвитку демократії на Тайвані призвела до того, що у 2007 президентом Чень Шуйбянем вона була названа площею Свободи. Хоча оголошення про нову назву було зустрінуте вороже в про-гоміньданівському таборі, воно було підтверджено офіційними особами.
Написи над брамою, на яких фігурує назва площі, виконані в стилі каліграфії Вана Січжі (династія Цзінь). Цей стиль відзначається його життєздатністю, динамікою та свободою вираження. Символи розташовуються ліворуч, слідуючи сучасній практиці на Тайвані, а не в порядку справа наліво, що використовується в давній китайській традиції.
Протягом кількох тижнів після зміни назви площа була місцем демонстрацій з питання звільнення Тибету, і протягом року тут проводилися мітинги на право голосу та зборів студентським рухом Ецаомей (кит.: 野草莓運動). У лютому 2017 року Міністерство культури Тайваню оголосило про плани перетворення Меморіального залу Чана Кайші на національний центр для «вивчення історії, визнання агонії та поваги до прав людини».

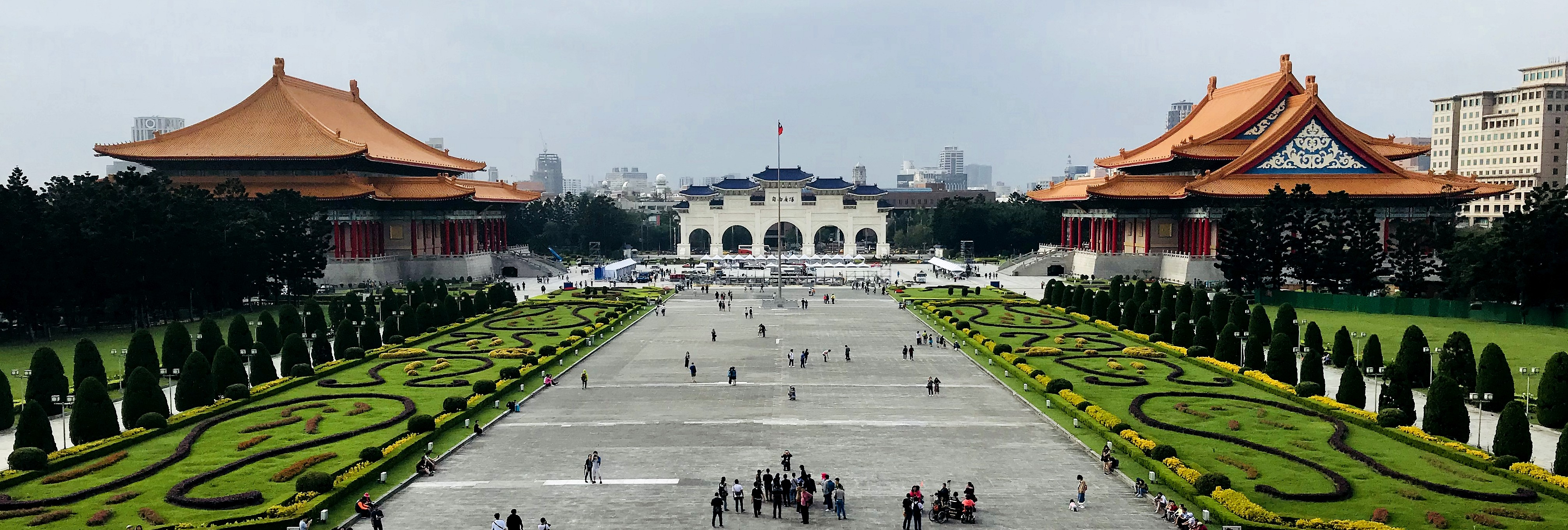
Вид на площу, дивлячись на захід

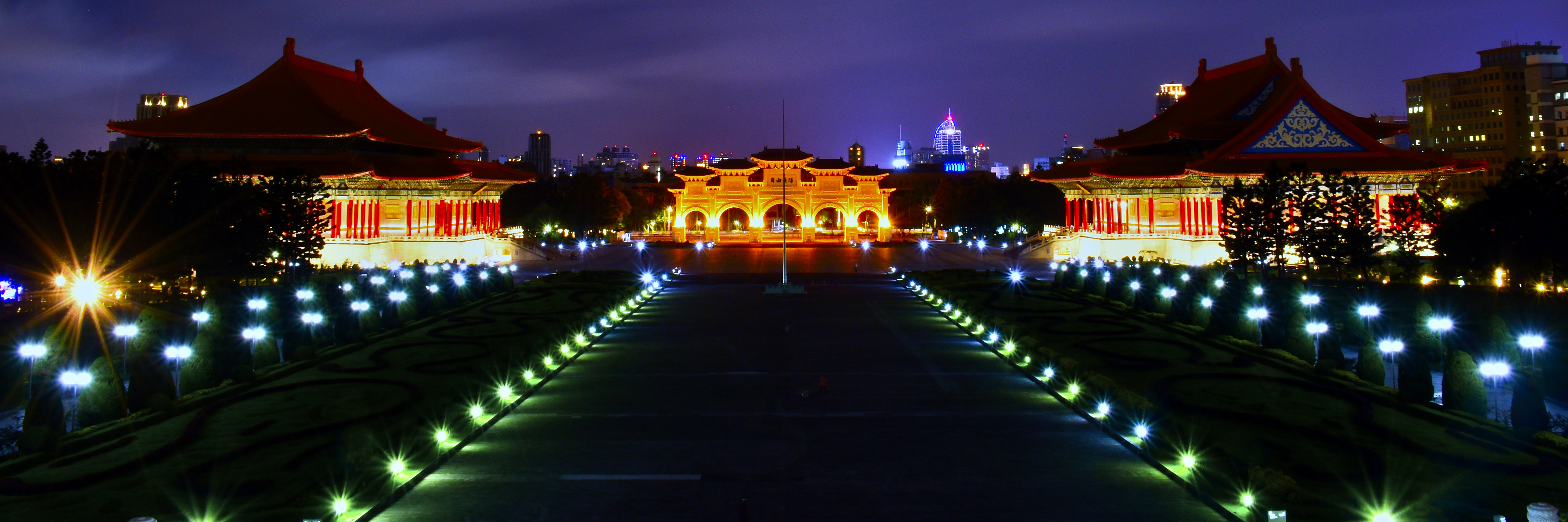
Площа Свободи вночі. Дивлячись на захід.